# Aleksandr Loktionov
Aleksandr Dmitriyevich Loktionov (en russe : Александр Дмитриевич Локтионов), né le 11 août 1893 et décédé le 28 octobre 1941 à Kouïbychev, est un général soviétique.
En 1923, il prend le commandement de la 2e division d'infanterie en Biélorussie, et l'année suivante, il devient membre du conseil municipal de Minsk. En 1925, il devient membre du Comité exécutif central de la République socialiste soviétique de Biélorussie et du Comité central du Parti, puis poursuit ses études à l'Académie militaire de Frunze en 1927. Fin 1930, il devient commandant et commissaire du 4e corps de fusiliers (en). De 1933 à 1937, il est commandant adjoint des districts militaires de l'armée de l'air biélorusse, puis de Kharkov.
De 1937 à 1939, il occupe le poste de commandant en chef de l'armée de l'air soviétique. En juillet 1940, après l'occupation soviétique des États baltes, Aleksandnr Loktionov est nommé commandant du district militaire spécial de la Baltique. En juin 1941, il est arrêté à la suite de fausses accusations fabriquées de participation à un complot anti-soviétique,. Lors de son interrogatoire, il est brutalement battu par les interrogateurs du NKVD, Boris Rodos (en) et Lev Shvartsman, et perd connaissance plusieurs fois à cause de la torture. Il est ensuite mis en "confrontation" avec Kirill Meretskov, le NKVD utilise l'apparence ensanglantée de Loktionov pour intimider Meretskov. Après l'invasion allemande de l'Union soviétique, il est transféré d'une prison locale du NKVD à la prison de Kuybyshev, où il est abattu sans procès le 28 octobre avec de nombreux autres sur les ordres personnels de Lavrenti Beria. Il a été réhabilité à titre posthume en 1955.